# إعصار فيونا
إعصار فيونا كان إعصارًا استوائيًا مدمرًا أثر على العديد من دول البحر الكاريبي، وبرمودا، وكندا الأطلسية على طول مساره خلال موسم أعاصير الأطلسي لعام 2022، وتسبب في وفاة 29 شخصًا على الأقل كما أحدث أضرارًا قُدرت بحوالي 3 مليار دولارًا أمريكيًّا في 7 دول، وقد حدثت غالبية الوفيات والأضرار في بورتوريكو.
كان إعصار فيونا هو الإعصار بعد المداري الأكثر شدة الذي ضرب كندا على الإطلاق، وكان أيضًا الإعصار الأكثر من حيث الخسائر المادية والبشرية الذي ضرب كندا قبل أن يتجاوزه إعصار ديبي في عام 2024. وكان إعصار فيونا هو سادس عاصفة مسماة، والإعصار الثالث، وأول إعصار كبير في موسم أعاصير المحيط الأطلسي لعام 2022.
نشأ إعصار فيونا من موجة استوائية تحركت قبالة الساحل الغربي لأفريقيا، قبل أن تتطور إلى منخفض جوي استوائي شرق جزر ليوارد في 14 سبتمبر (أيلول) 2022. وعلى الرغم من تأثير قص الرياح المتوسطة إلى القوية، فقد تمكنت العاصفة من تعزيز قوتها، لكي تتحول إلى إعصار استوائي في وقت لاحق من نفس اليوم.